# Ramón Noriega
Ramón Noriega (* 7. Dezember 1951) ist ein ehemaliger venezolanischer Radrennfahrer.

## Sportliche Laufbahn
Noriega war Straßenradsportler aktiv. Er war Teilnehmer der Olympischen Sommerspiele 1976 in Montreal. Im olympischen Straßenrennen kam er auf den 53. Rang.
Bei den Zentralamerika- und Karibikspielen gewann er 1978 die Silbermedaille im Mannschaftszeitfahren. In der Vuelta al Táchira 1973 gewann Noriega drei Etappen und belegte den 7. Platz in der Gesamtwertung. 1974 wurde er Achter und holte erneut einen Etappensieg. 1975 wurde er erneut Achter mit drei Etappenerfolgen, 1976 wurden es zwei Etappensiege und der 7. Gesamtplatz. Die Vuelta a Venezuela gewann er 1976. Im Straßenrennen der Panamerikanischen Meisterschaften 1976 wurde er Vierter. Von 1973 bis 1976 war er als Berufsfahrer aktiv.